# Piti Bay
Piti Bay är en vik i Guam (USA).   Den ligger i kommunen Piti, i den västra delen av Guam, 6 km väster om huvudstaden Hagåtña.
Genomsnittlig årsnederbörd är 2 405 millimeter. Den regnigaste månaden är september, med i genomsnitt 611 mm nederbörd, och den torraste är april, med 26 mm nederbörd.